# 岑村
岑村（广州话拼音：sam4 cyun1），原名“金村”（广州话拼音：gam1 cyun1），位于中华人民共和国广东省广州市天河区火爐山南邊、華南快速幹線東邊、北環高速北邊、高唐路以西。村内的大姓为黄氏。

## 村名起源

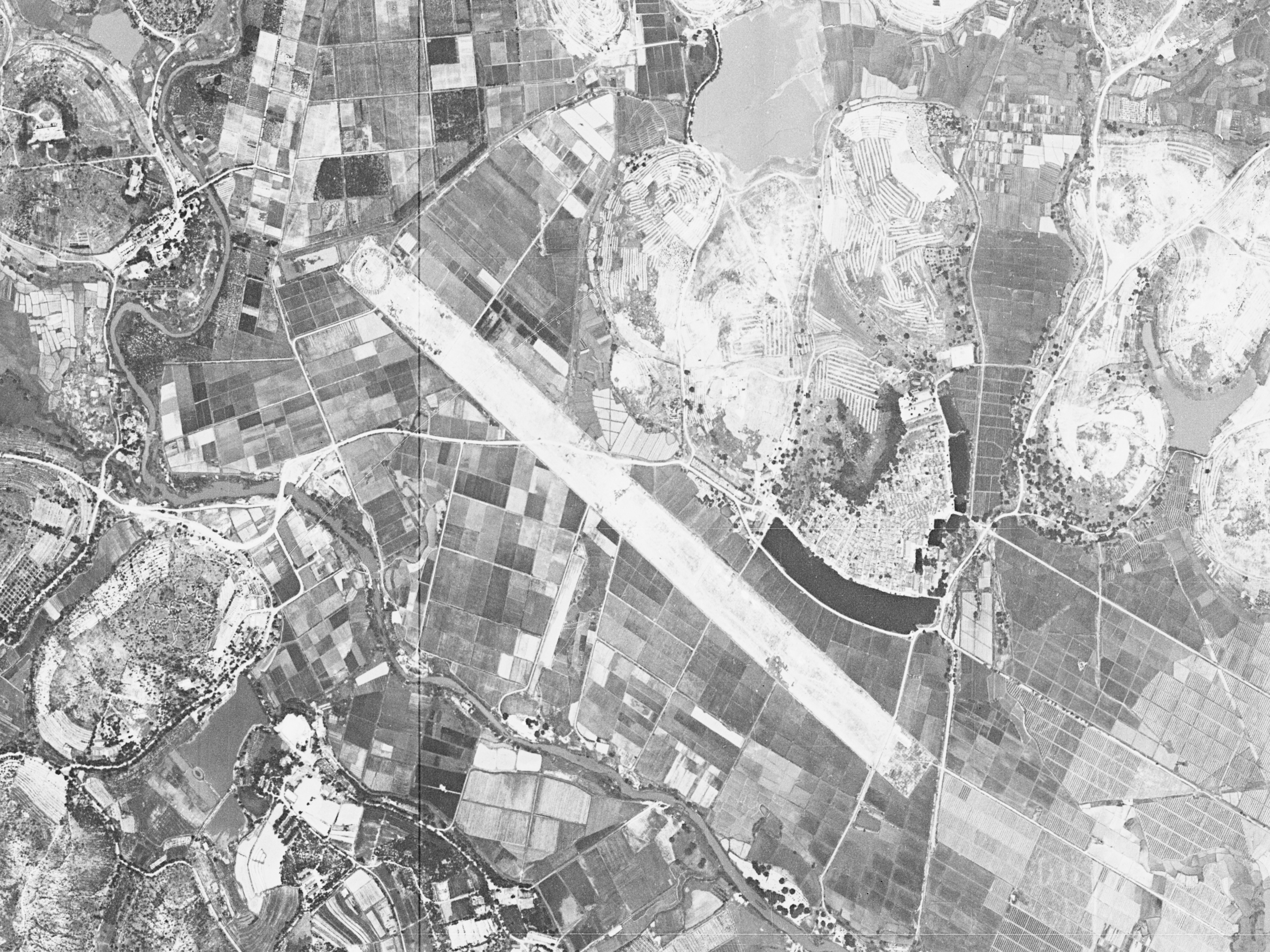
岑村和岑村机场卫星图（1966年）

岑村最早之所以叫做“金村”，是因为它代表着富貴，但村民因嫌“金”而被民众认为这里有好多黃金，会引发一系列盗窃案，所以改成同音字——今。后来因为这个村位于山上，所以在“今”字上面加一个“山”，意为“山上富貴之地”。

## 祠堂
| 名       | 主祀  | 位           | 始建年份 | 重修年份   |
| -------- | ----- | ------------ | -------- | ---------- |
| 黃氏宗祠 |       | 岑村南街     | 清       | 2005       |
| 遠耕公祠 |       | 岑村南街     | 1883     | 1892、2000 |
| 敬恒公祠 | 2世祖 | 岑村南街     |          |            |
| 魚尾廳   |       | 岑村南街30號 | 清       |            |

## 设施
岑村车管所和岑村军用机场设于岑村。